# Hoplomachidea consors
Hoplomachidea consors är en insektsart som först beskrevs av Philip Reese Uhler 1893.  Hoplomachidea consors ingår i släktet Hoplomachidea och familjen ängsskinnbaggar. Inga underarter finns listade i Catalogue of Life.